# Jewgeni Nikolajewitsch Ketow
Jewgeni Nikolajewitsch Ketow (russisch Евгений Николаевич Кетов; * 17. Januar 1986 in Gubacha, Russische SFSR) ist ein russischer Eishockeyspieler, der seit Mai 2013 beim SKA Sankt Petersburg in der Kontinentalen Hockey-Liga unter Vertrag steht.

## Karriere
Jewgeni Ketow begann seine Karriere als Eishockeyspieler im Nachwuchsbereich des HK Awangard Omsk, für dessen zweite Mannschaft er von 2002 bis 2004 in der drittklassigen Perwaja Liga aktiv war. Anschließend verbrachte der Flügelspieler eine Spielzeit beim ZSK WWS Samara in der zweitklassigen Wysschaja Liga, ehe er im Sommer 2005 beim HK Lada Toljatti aus der Superliga, der höchsten russischen Spielklasse, unterschrieb. Mit Lada gewann der Linksschütze auf europäischer Ebene 2006 den IIHF Continental Cup. In der Saison 2008/09, dem Premierenjahr der neu gegründeten Kontinentalen Hockey-Liga, erzielte der ehemalige Junioren-Nationalspieler für Lada in 39 Spielen 16 Tore und bereitete weitere zehn vor. Daraufhin wurde er für die Saison 2009/10 vom amtierenden Meister Ak Bars Kasan verpflichtet.
Zwischen 2010 und 2013 spielte Ketow für Sewerstal Tscherepowez und entwickelte sich in dieser Zeit zu einem Leistungsträger und Führungsspieler des Teams, so dass er dieses ab 2011 als Mannschaftskapitän aufs Eis führte und mehrere Nominierungen für die Nationalmannschaft erhielt. Im Mai 2013 wurde Ketow im Tausch gegen Gleb Klimenko, Sergei Monachow, die KHL-Rechte an Sven Bärtschi sowie eine Ausgleichszahlung an den SKA Sankt Petersburg abgegeben.

### International
Für Russland nahm Ketow an der U20-Junioren-Weltmeisterschaft 2006 teil, bei der er mit seiner Mannschaft den zweiten Platz belegte. Bei der Herren-Weltmeisterschaft 2012 gewann er mit der Sbornaja die Goldmedaille.

## Erfolge und Auszeichnungen
- 2006 IIHF-Continental-Cup-Gewinn mit dem HK Lada Toljatti
- 2006 Bester Stürmer des IIHF Continental Cup
- 2015 Gagarin-Pokal-Gewinn mit dem SKA Sankt Petersburg
- 2017 Gagarin-Pokal-Gewinn und Russischer Meister mit dem SKA Sankt Petersburg

### International
- 2006 Silbermedaille bei der U20-Junioren-Weltmeisterschaft
- 2012 Goldmedaille bei der Weltmeisterschaft

## Karrierestatistik
(Legende zur Spielerstatistik: Sp oder GP = absolvierte Spiele; T oder G = erzielte Tore; V oder A = erzielte Assists; Pkt oder Pts = erzielte Scorerpunkte; SM oder PIM = erhaltene Strafminuten; +/− = Plus/Minus-Bilanz; PP = erzielte Überzahltore; SH = erzielte Unterzahltore; GW = erzielte Siegtore; 1 Play-downs/Relegation; Kursiv: Statistik nicht vollständig)